# Jeager
(Jeager a Dik-Dik Van-Dik prima di usare la Pioggia Rossa del dolore.)
Jade (ジェイド?), chiamato anche Jaeger (nel doppiaggio occidentale), è un personaggio del manga e anime Ultimate Muscle. Egli è il pupillo di Brocken Jr. ed è diventato un chojin dopo la morte dei suoi genitori adottivi.
Nelle classifiche di preferenza pubblicate da Shōnen Jump, durante le sue apparizioni nell'anime, Jeager si è sempre posizionato nella top ten, fra il secondo posto e l'ottavo posto. Nell'ultimo sondaggio è nuovamente nella top ten al quarto posto.

## Storia

### Ultimate Muscle
Jeager non ha mai conosciuto i suoi genitori biologici. È stato adottato da un'anziana coppia tedesca da bambino, in una data sconosciuta, ma nel 2009 - mentre era fuori a fare la spesa - i suoi genitori adottivi sono stati picchiati a morte da un gruppo anti-chojin. La loro ultima richiesta era che crescesse e vivesse una vita onesta. Dopo questo tragico evento, Jeager trovò il famoso allenatore Brocken Jr, e divenne suo allievo, allo scopo di onorare i suoi genitori adottivi e di difendere i più deboli.
In seguito, dopo aver concluso da tempo il suo allenamento, Jeager partecipa al torneo della Generazione X, affronta prima Dik Dik Van Dik, che sconfigge con la sua potentissima mossa (Pioggia Rossa del dolore), e infine affronta Eskara (che si rivela essere Mars, uno dei sopravvissuti della dMp), venendo sconfitto proprio da quest'ultimo.
Durante lo scontro tra Eskara e Kid Muscle, Jeager aiuta quest'ultimo tramite il Teschio del Mistero che il suo maestro aveva ceduto a Kid. In questo modo, Jeager riesce a controllare il corpo di Kid, quando il ragazzo ha perso conoscenza, e di consigliarlo affinché possa vincere il nemico.
In seguito, Jeager partecipa al 22º Torneo Ikimon Chojin. Dopo le selezioni, dopo le quali si qualificano solo Jeager, Kid e Kevin Mask, accade però un disastro: durante una festa inaugurale prima del torneo vero e proprio, i Sei Velenosi, un gruppo che dopo la loro sconfitta ha deciso di infrangere il loro codice morale, irrompono rapendo Roxanne, Kiki e Trixie, poi lanciano alla Muscle League una sfida, ovvero un survival a turni a coppie, in cui per ogni incontro vinto liberano la ragazza. Jeager, insieme a Terry Kanyon affronta e sconfigge il Team Aho e salva Kiki.
Il giorno del torneo Jeagar affronta Ricardo (capo della D.M.P. sotto mentite spoglie), ma viene sconfitto da quest'ultimo dopo un lungo scontro. Alla fine viene vendicato da Kid.
Dopo le 22° Olimpiadi Chojin, Jeager supporta, insieme a Cherk Mate, Kevin Mask nel suo scontro con Voltman.
Jeager, insieme alla generazione di Muscle di League, ritorna indietro nel tempo per fermare Lighting e Thunder, due Chojin, intenzionati a distruggere per sempre la vecchia e la nuova generazione di Muscle League. Durante questa vicenda, Jeager non si guadagna la simpatia della precedente generazione della Muscle League, visto che Kid fa cadere accidentalmente dalla Tournament Mountain la moglie di Robin, Alisa, mentre tentava di salvare il padre di Kevin Mask, insieme a Terry. In questa occasione si guadagna finalmente la fiducia di un giovane Brocken Jr.